# Lista över avsnitt av House
Detta är en avsnittslista för den amerikanska TV-serien House, som ursprungligen sändes mellan 2004 och 2012 i Fox.

## Säsongerna
| Säsong | Säsong | Avsnitt | Sändningsdatum    | Sändningsdatum    | DVD-release     | DVD-release       | DVD-release       |
| Säsong | Säsong | Avsnitt | Säsonsongsstart   | Säsongsavslutning | Region 1        | Region 2          | Sverige           |
| ------ | ------ | ------- | ----------------- | ----------------- | --------------- | ----------------- | ----------------- |
|        | 1      | 22      | 16 november 2004  | 24 maj 2005       | 30 augusti 2005 | 27 februari 2006  | 20 september 2006 |
|        | 2      | 24      | 13 september 2005 | 23 maj 2006       | 22 augusti 2006 | 23 oktober 2006   | 19 januari 2007   |
|        | 3      | 24      | 5 september 2006  | 29 maj 2007       | 21 augusti 2007 | 19 november 2007  | 4 mars 2009       |
|        | 4      | 16      | 25 september 2007 | 19 maj 2008       | 19 augusti 2008 | 27 oktober 2008   | 20 oktober 2009   |
|        | 5      | 24      | 16 september 2008 | 11 maj 2009       | 25 augusti 2009 | 5 oktober 2009    | 13 oktober 2010   |
|        | 6      | 22      | 21 september 2009 | 17 maj 2010       | 31 augusti 2010 | 27 september 2010 | 6 oktober 2011    |
|        | 7      | 23      | 20 september 2010 | 23 maj 2011       | 30 augusti 2011 |                   |                   |

### Säsong 1
| Nr       | Titel                 | Regissör              | Författare                      | Sändningsdatum   |
| -------- | --------------------- | --------------------- | ------------------------------- | ---------------- |
| 1 - 101  | "Pilot"               | Bryan Singer          | David Shore                     | 16 november 2005 |
| 2 - 102  | "Paternity"           | Peter O'Fallon        | Lawrence Kaplow                 | 23 november 2005 |
| 3 - 103  | "Occam's Razor"       | Bryan Singer          | David Shore                     | 30 november 2005 |
| 4 - 104  | "Maternity"           | Newton Thomas Sigel   | Peter Blake                     | 7 december 2005  |
| 5 - 105  | "Damned If You Do"    | Greg Yaitanes         | Sara B. Cooper                  | 14 december 2005 |
| 6 - 106  | "The Socratic Method" | Peter Medak           | John Mankiewicz                 | 21 december 2005 |
| 7 - 107  | "Fidelity"            | Bryan Spicer          | Thomas L. Moran                 | 28 december 2005 |
| 8 - 108  | "Poison"              | Guy Ferland           | Matt Witten                     | 25 januari 2005  |
| 9 - 109  | "DNR"                 | Frederick King Keller | David Foster                    | 1 februari 2005  |
| 10 - 110 | "Histories"           | Dan Attias            | Joel Thompson                   | 8 februari 2005  |
| 11 - 111 | "Detox"               | Nelson McCormick      | Lawrence Kaplow Thomas L. Moran | 15 februari 2005 |
| 12 - 112 | "Sports Medicine"     | Keith Gordon          | John Mankiewicz David Shore     | 22 februari 2005 |
| 13 - 113 | "Cursed"              | Daniel Sackheim       | Matt Witten Peter Blake         | 1 mars 2005      |
| 14 - 114 | "Control"             | Randy Zisk            | Lawrence Kaplow                 | 15 mars 2005     |
| 15 - 115 | "Mob Rules"           | Tim Hunter            | David Foster John Mankiewicz    | 22 mars 2005     |
| 16 - 116 | "Heavy"               | Fred Gerber           | Thomas L. Moran                 | 29 mars 2005     |
| 17 - 117 | "Role Model"          | Peter O'Fallon        | Matt Witten                     | 12 april 2005    |
| 18 - 118 | "Babies & Bathwater"  | Bill Johnson          | Peter Blake David Shore         | 19 april 2005    |
| 19 - 119 | "Kids"                | Deran Sarafian        | Thomas L. Moran Lawrence Kaplow | 3 maj 2005       |
| 20 - 120 | "Love Hurts"          | Bryan Spicer          | Sara B. Cooper                  | 10 maj 2005      |
| 21 - 121 | "Three Stories"       | Paris Barclay         | David Shore                     | 17 maj 2005      |
| 22 - 122 | "Honeymoon"           | Frederick King Keller | Lawrence Kaplow John Mankiewicz | 24 maj 2005      |

### Säsong 2
| Nr       | Titel                    | Regissör          | Författare                                        | Sändningsdatum    |
| -------- | ------------------------ | ----------------- | ------------------------------------------------- | ----------------- |
| 23 - 201 | "Acceptance"             | Dan Attias        | Russel Friend Garrett Lerner                      | 13 september 2005 |
| 24 - 202 | "Autopsy"                | Deran Sarafian    | Lawrence Kaplow                                   | 20 september 2005 |
| 25 - 203 | "Humpty Dumpty"          | Dan Attias        | Matt Witten                                       | 27 september 2005 |
| 26 - 204 | "TB or Not TB"           | Peter O'Fallon    | David Foster                                      | 1 november 2005   |
| 27 - 205 | "Daddy's Boy"            | Greg Yaitanes     | Thomas L. Moran                                   | 8 november 2005   |
| 28 - 206 | "Spin"                   | Fred Gerber       | Sara Hess                                         | 15 november 2005  |
| 29 - 207 | "Hunting"                | Gloria Muzio      | Liz Friedman                                      | 22 november 2005  |
| 30 - 208 | "The Mistake"            | David Semel       | Peter Blake                                       | 29 november 2005  |
| 31 - 209 | "Deception"              | Deran Sarafian    | Michael R. Perry                                  | 13 december 2005  |
| 32 - 210 | "Failure to Communicate" | Jace Alexander    | Doris Egan                                        | 10 januari 2006   |
| 33 - 211 | "Need to Know"           | David Semel       | Pamela Davis                                      | 7 februari 2006   |
| 34 - 212 | "Distractions"           | Dan Attias        | Lawrence Kaplow                                   | 14 februari 2006  |
| 35 - 213 | "Skin Deep"              | Jim Hayman        | Russel Friend Garrett Lerner David Shore          | 20 februari 2006  |
| 36 - 214 | "Sex Kills"              | David Semel       | Matt Witten                                       | 7 mars 2006       |
| 37 - 215 | "Clueless"               | Deran Sarafian    | Thomas L. Moran                                   | 28 mars 2006      |
| 38 - 216 | "Safe"                   | Felix Alcala      | Peter Blake                                       | 4 april 2006      |
| 39 - 217 | "All In"                 | Fred Gerber       | David Foster                                      | 11 april 2006     |
| 40 - 218 | "Sleeping Dogs Lie"      | Greg Yaitanes     | Sara Hess                                         | 18 april 2006     |
| 41 - 219 | "House vs. God"          | John F. Showalter | Doris Egan                                        | 25 april 2006     |
| 42 - 220 | "Euphoria (Part 1)"      | Deran Sarafian    | Matthew V. Lewis                                  | 2 maj 2006        |
| 43 - 221 | "Euphoria (Part 2)"      | Deran Sarafian    | Russel Friend Garrett Lerne David Shore           | 3 maj 2006        |
| 44 - 222 | "Forever"                | Daniel Sackheim   | Liz Friedman                                      | 9 maj 2006        |
| 45 - 223 | "Who's Your Daddy?"      | Martha Mitchell   | Charles M. Duncan John Mankiewicz Lawrence Kaplow | 16 maj 2006       |
| 46 - 224 | "No Reason"              | David Shore       | Lawrence Kaplow David Shore                       | 23 maj 2006       |

### Säsong 3
| Nr       | Titel                    | Regissör            | Författare                                               | Sändningsdatum    |
| -------- | ------------------------ | ------------------- | -------------------------------------------------------- | ----------------- |
| 47 - 301 | "Meaning"                | Deran Sarafian      | Russel Friend Garrett Lerner Lawrence Kaplow David Shore | 5 september 2006  |
| 48 - 302 | "Cane and Able"          | Daniel Sackheim     | Russel Friend Garrett Lerner Lawrence Kaplow David Shore | 12 september 2006 |
| 49 - 303 | "Informed Consent"       | Laura Innes         | David Foster                                             | 19 september 2006 |
| 50 - 304 | "Lines in the Sand"      | Newton Thomas Sigel | David Hoselton                                           | 26 september 2006 |
| 51 - 305 | "Fools for Love"         | David Platt         | Peter Blake                                              | 31 oktober 2006   |
| 52 - 306 | "Que Será Será"          | Deran Sarafian      | Thomas L. Moran                                          | 7 november 2006   |
| 53 - 307 | "Son of Coma Guy"        | Dan Attias          | Doris Egan                                               | 14 november 2006  |
| 54 - 308 | "Whac-A-Mole"            | Daniel Sackheim     | Pamela Davis                                             | 21 november 2006  |
| 55 - 309 | "Finding Judas"          | Deran Sarafian      | Sara Hess                                                | 28 november 2006  |
| 56 - 310 | "Merry Little Christmas" | Tony To             | Liz Friedman                                             | 12 december 2006  |
| 57 - 311 | "Words and Deeds"        | Daniel Sackheim     | Leonard Dick                                             | 9 januari 2007    |
| 58 - 312 | "One Day, One Room"      | Juan J. Campanella  | David Shore                                              | 30 januari 2007   |
| 59 - 313 | "Needle in a Haystack"   | Peter O'Fallon      | David Foster                                             | 6 februari 2007   |
| 60 - 314 | "Insensitive"            | Deran Sarafian      | Matthew V. Lewis                                         | 13 februari 2007  |
| 61 - 315 | "Half-Wit"               | Katie Jacobs        | Lawrence Kaplow                                          | 6 mars 2007       |
| 62 - 316 | "Top Secret"             | Deran Sarafian      | Thomas L. Moran                                          | 27 mars 2007      |
| 63 - 317 | "Fetal Position"         | Matt Shakman        | Russel Friend Garrett Lerner                             | 3 april 2007      |
| 64 - 318 | "Airborne"               | Elodie Keene        | David Hoselton                                           | 10 april 2007     |
| 65 - 319 | "Act Your Age"           | Daniel Sackheim     | Sara Hess                                                | 17 april 2007     |
| 66 - 320 | "House Training"         | Paul McCrane        | Doris Egan                                               | 24 april 2007     |
| 67 - 321 | "Family"                 | David Straiton      | Liz Friedman                                             | 1 maj 2007        |
| 68 - 322 | "Resignation"            | Martha Mitchell     | Pamela Davis                                             | 8 maj 2007        |
| 69 - 323 | "The Jerk"               | Daniel Sackheim     | Leonard Dick                                             | 15 maj 2007       |
| 70 - 324 | "Human Error"            | Katie Jacobs        | Thomas L. Moran Lawrence Kaplow                          | 29 maj 2007       |

### Säsong 4
| Nr | Nr | Titel                    | Regissör            | Författare                                                       | Sändningsdatum    |
| -- | -- | ------------------------ | ------------------- | ---------------------------------------------------------------- | ----------------- |
| 71 | 1  | "Alone"                  | Deran Sarafian      | Peter Blake David Shore                                          | 25 september 2007 |
| 72 | 2  | "The Right Stuff"        | Deran Sarafian      | Doris Egan Leonard Dick                                          | 2 oktober 2007    |
| 73 | 3  | "97 Seconds"             | David Platt         | Russel Friend Garrett Lerner                                     | 9 oktober 2007    |
| 74 | 4  | "Guardian Angels"        | Deran Sarafian      | David Hoselton                                                   | 23 oktober 2007   |
| 75 | 5  | "Mirror Mirror"          | David Platt         | David Foster                                                     | 30 oktober 2007   |
| 76 | 6  | "Whatever It Takes"      | Juan J. Campanella  | Thomas L. Moran Peter Blake                                      | 6 november 2007   |
| 77 | 7  | "Ugly"                   | David Straiton      | Sean Whitesell                                                   | 13 november 2007  |
| 78 | 8  | "You Don't Want to Know" | Lesli Linka Glatter | Sara Hess                                                        | 20 november 2007  |
| 79 | 9  | "Games"                  | Deran Sarafian      | Eli Attie                                                        | 27 november 2007  |
| 80 | 10 | "It's a Wonderful Lie"   | Matt Shakman        | Pamela Davis                                                     | 29 januari 2008   |
| 81 | 11 | "Frozen"                 | David Straiton      | Liz Friedman                                                     | 5 februari 2008   |
| 82 | 12 | "Don't Ever Change"      | Deran Sarafian      | Doris Egan Leonard Dick                                          | 12 februari 2008  |
| 83 | 13 | "No More Mr. Nice Guy"   | Deran Sarafian      | David Hoselton David Shore                                       | 28 april 2008     |
| 84 | 14 | "Living the Dream"       | David Straiton      | Sara Hess Liz Friedman                                           | 5 maj 2008        |
| 85 | 15 | "House's Head"           | Greg Yaitanes       | Doris Egan Peter Blake David Foster Russel Friend Garrett Lerner | 12 maj 2008       |
| 86 | 16 | "Wilson's Heart"         | Katie Jacobs        | Peter Blake David Foster Russel Friend Garrett Lerner            | 19 maj 2008       |

### Säsong 5
| Nr  | Nr | Titel                      | Regissör            | Författare                                | Sändningsdatum    |
| --- | -- | -------------------------- | ------------------- | ----------------------------------------- | ----------------- |
| 87  | 1  | "Dying Changes Everything" | Deran Sarafian      | Eli Attie                                 | 16 september 2008 |
| 88  | 2  | "Not Cancer"               | David Straiton      | David Shore Lawrence Kaplow               | 23 september 2008 |
| 89  | 3  | "Adverse Events"           | Andrew Bernstein    | Carol Green Dustin Paddock                | 30 september 2008 |
| 90  | 4  | "Birthmarks"               | David Platt         | Doris Egan David Foster                   | 14 oktober 2008   |
| 91  | 5  | "Lucky Thirteen"           | Greg Yaitanes       | Liz Friedman Sara Hess                    | 21 oktober 2008   |
| 92  | 6  | "Joy"                      | Deran Sarafian      | David Hoselton                            | 28 oktober 2008   |
| 93  | 7  | "The Itch"                 | Greg Yaitanes       | Peter Blake                               | 11 november 2008  |
| 94  | 8  | "Emancipation"             | Jim Hayman          | Pamela Davis Leonard Dick                 | 18 november 2008  |
| 95  | 9  | "Last Resort"              | Katie Jacobs        | Matthew V. Lewis Eli Attie                | 25 november 2008  |
| 96  | 10 | "Let Them Eat Cake"        | Deran Sarafian      | Russel Friend Garrett Lerner              | 2 december 2008   |
| 97  | 11 | "Joy to the World"         | David Straiton      | Peter Blake                               | 9 december 2008   |
| 98  | 12 | "Painless"                 | Andrew Bernstein    | Thomas L. Moran Eli Attie                 | 19 januari 2009   |
| 99  | 13 | "Big Baby"                 | Deran Sarafian      | Lawrence Kaplow David Foster              | 26 januari 2009   |
| 100 | 14 | "The Greater Good"         | Lesli Linka Glatter | Sara Hess                                 | 2 februari 2009   |
| 101 | 15 | "Unfaithful"               | Greg Yaitanes       | David Hoselton                            | 16 februari 2009  |
| 102 | 16 | "The Softer Side"          | Deran Sarafian      | Liz Friedman                              | 23 februari 2009  |
| 103 | 17 | "The Social Contract"      | Andrew Bernstein    | Doris Egan                                | 9 mars 2009       |
| 104 | 18 | "Here Kitty"               | Juan J. Campanella  | Peter Blake                               | 16 mars 2009      |
| 105 | 19 | "Locked In"                | Dan Attias          | Russel Friend Garrett Lerner David Foster | 30 mars 2009      |
| 106 | 20 | "Simple Explanation"       | Greg Yaitanes       | Leonard Dick                              | 6 april 2009      |
| 107 | 21 | "Saviors"                  | Matthew Penn        | Eli Attie Thomas L. Moran                 | 13 april 2009     |
| 108 | 22 | "House Divided"            | Greg Yaitanes       | Liz Friedman Matthew V. Lewis             | 27 april 2009     |
| 109 | 23 | "Under My Skin"            | David Straiton      | Lawrence Kaplow Pamela Davis              | 4 maj 2009        |
| 110 | 24 | "Both Sides Now"           | Greg Yaitanes       | Doris Egan                                | 11 maj 2009       |

### Säsong 6
| Nr  | Nr | Titel                | Regissör            | Författare                                            | Sändningsdatum    |
| --- | -- | -------------------- | ------------------- | ----------------------------------------------------- | ----------------- |
| 111 | 1  | "Broken (Part 1)"    | Katie Jacobs        | Russel Friend Garrett Lerner David Foster David Shore | 21 september 2009 |
| 112 | 2  | "Broken (Part 2)"    | Katie Jacobs        | Russel Friend Garrett Lerner David Foster David Shore | 21 september 2009 |
| 113 | 3  | "Epic Fail"          | Greg Yaitanes       | Sara Hess Liz Friedman                                | 28 september 2009 |
| 114 | 4  | "The Tyrant"         | David Straiton      | Peter Blake                                           | 5 oktober 2009    |
| 115 | 5  | "Instant Karma"      | Greg Yaitanes       | Thomas L. Moran                                       | 12 oktober 2009   |
| 116 | 6  | "Brave Heart"        | Matt Shakman        | Lawrence Kaplow                                       | 19 oktober 2009   |
| 117 | 7  | "Known Unknowns"     | Greg Yaitanes       | Matthew V. Lewis Doris Egan                           | 9 november 2009   |
| 118 | 8  | "Teamwork"           | David Straiton      | Eli Attie                                             | 16 november 2009  |
| 119 | 9  | "Ignorance Is Bliss" | Greg Yaitanes       | David Hoselton                                        | 23 november 2009  |
| 120 | 10 | "Wilson"             | Lesli Linka Glatter | David Foster                                          | 30 november 2009  |
| 121 | 11 | "The Down Low"       | Nick Gomez          | Sara Hess Liz Friedman                                | 11 januari 2010   |
| 122 | 12 | "Remorse"            | Andrew Bernstein    | Peter Blake                                           | 25 januari 2010   |
| 123 | 13 | "Moving the Chains"  | David Straiton      | Russel Friend Garrett Lerner                          | 1 februari 2010   |
| 124 | 14 | "5 to 9"             | Andrew Bernstein    | Thomas L. Moran                                       | 8 februari 2010   |
| 125 | 15 | "Private Lives"      | Sanford Bookstaver  | Doris Egan                                            | 8 mars 2010       |
| 126 | 16 | "Black Hole"         | Greg Yaitanes       | Lawrence Kaplow                                       | 15 mars 2010      |
| 127 | 17 | "Lockdown"           | Hugh Laurie         | Russel Friend Garrett Lerner Peter Blake Eli Attie    | 12 april 2010     |
| 128 | 18 | "Knight Fall"        | Juan J. Campanella  | John C. Kelley                                        | 19 april 2010     |
| 129 | 19 | "Open and Shut"      | Greg Yaitanes       | Liz Friedman Sara Hess                                | 26 april 2010     |
| 130 | 20 | "The Choice"         | Juan J. Campanella  | David Hoselton                                        | 3 maj 2010        |
| 131 | 21 | "Baggage"            | David Straiton      | Doris Egan David Foster                               | 10 maj 2010       |
| 132 | 22 | "Help Me"            | Greg Yaitanes       | Peter Blake Russel Friend Garrett Lerner              | 17 maj 2010       |

### Säsong 7
| Nr  | Nr | Titel                    | Regissör           | Författare                                | Sändningsdatum    |
| --- | -- | ------------------------ | ------------------ | ----------------------------------------- | ----------------- |
| 133 | 1  | "Now What?"              | Greg Yaitanes      | Doris Egan                                | 20 september 2010 |
| 134 | 2  | "Selfish"                | Dan Attias         | Eli Attie                                 | 27 september 2010 |
| 135 | 3  | "Unwritten"              | Greg Yaitanes      | John C. Kelley                            | 4 oktober 2010    |
| 136 | 4  | "Massage Therapy"        | David Straiton     | Peter Blake                               | 11 oktober 2010   |
| 137 | 5  | "Unplanned Parenthood"   | Greg Yaitanes      | David Foster                              | 18 oktober 2010   |
| 138 | 6  | "Office Politics"        | Sanford Bookstaver | Seth Hoffman                              | 8 november 2010   |
| 139 | 7  | "A Pox on Our House"     | Tucker Gates       | Lawrence Kaplow                           | 15 november 2010  |
| 140 | 8  | "Small Sacrifices"       | Greg Yaitanes      | David Hoselton                            | 22 november 2010  |
| 141 | 9  | "Larger Than Life"       | Miguel Sapochnik   | Sara Hess                                 | 7 januari 2011    |
| 142 | 10 | "Carrot or Stick"        | David Straiton     | Liz Friedman                              | 24 januari 2011   |
| 143 | 11 | "Family Practic"         | Miguel Sapochnik   | Peter Blake                               | 7 februari 2011   |
| 144 | 12 | "You Must Remember This" | David Platt        | Katherine Lingenfelter                    | 14 februari 2011  |
| 145 | 13 | "Two Stories"            | Greg Yaitanes      | Thomas L. Moran                           | 21 februari 2011  |
| 146 | 14 | "Recession Proof"        | S. J. Clarkson     | John C. Kelley                            | 28 februari 2011  |
| 147 | 15 | "Bombshells"             | Greg Yaitanes      | Liz Friedman Sara Hess                    | 7 mars 2011       |
| 148 | 16 | "Out of the Chute"       | Sanford Bookstaver | Lawrence Kaplow Thomas L. Moran           | 14 mars 2011      |
| 149 | 17 | "Fall from Grace"        | Tucker Gates       | John C. Kelley                            | 21 mars 2011      |
| 150 | 18 | "The Dig"                | Matt Shakman       | David Hoselton Sara Hess                  | 11 april 2011     |
| 151 | 19 | "Last Temptation"        | Tim Southam        | David Foster Liz Friedman                 | 18 april 2011     |
| 152 | 20 | "Changes"                | David Straiton     | Seth Hoffman Eli Attie                    | 2 maj 2011        |
| 153 | 21 | "The Fix"                | Greg Yaitanes      | 'Thomas L. Moran David Shore              | 9 maj 2011        |
| 154 | 22 | "After Hours"            | Miguel Sapochnik   | Seth Hoffman Russel Friend Garrett Lerner | 16 maj 2011       |
| 155 | 23 | "Moving On"              | Greg Yaitanes      | Katherine Lingenfelter Peter Blake        | 23 maj 2011       |

### Fotnoter
1. ↑  ”House” (på engelska). TV.Com. http://www.tv.com/shows/house/. Läst 26 januari 2017.